# Pollex serami
Pollex serami là một loài bướm đêm thuộc họ Erebidae. Nó được tìm thấy ở Seram.
Sải cánh dài 13–15 mm. 